# لادیسلاو منیاچکو
لادیسلاو منیاچکو (انگلیسی: Ladislav Mňačko; ۲۹ ژانویهٔ ۱۹۱۹ – ۲۴ فوریهٔ ۱۹۹۴) نویسنده، روزنامه‌نگار، و شاعر اهل اسلواکی بود. او در جریان جنگ جهانی دوم در جنبش پارتیزانی اسلواکی شرکت کرد. پس از جنگ، او ابتدا از حامیان سرسخت رژیم کمونیستی چکسلواکی و یکی از برجسته‌ترین روزنامه نگاران آن بود. با این حال، او که سرخورده شده بود، به منتقد سرسخت رژیم تبدیل شد و به همین دلیل تحت تعقیب و سانسور قرار گرفت. در پاییز ۱۹۶۷ او به عنوان اعتراض به موضع چکسلواکی در طول جنگ شش روزه به اسرائیل رفت، اما بلافاصله پس از آن به چکسلواکی بازگشت.